# China Huadian Corporation
China Huadian Corporation (кит. 中国华电集团公司, Китайская корпорация «Хуадянь», также известна как CHD и Huadian Group) — китайская государственная корпорация, работающая в сфере электроэнергетики; занимается производством и поставкой электро- и теплоэнергии. Крупнейшие дочерние компании — Huadian Power International и Huadian Energy Company. 

## История
China Huadian Corporation была создана в конце 2002 года в результате реформы государственной энергетической системы. На тот момент компания производила около 10 % энергии в Китае и являлась одной из пяти крупнейших энергетических компаний страны. На начало 2011 года установленная мощность объектов компании составляла 77 500 МВт, общая стоимость активов — около 48,5 млрд долларов США.
В октябре 2020 года по подозрению в получении взяток был арестован бывший гендиректор China Huadian Corporation Юнь Гунминь.

## Деятельность
Крупнейшим поставщиком угля для ТЭС China Huadian Corporation является компания China National Coal Group. Помимо управления тепловыми электростанциями в провинциях Шаньдун и Хэйлунцзян, China Huadian Corporation активно развивает гидроэнергетические проекты в Синьцзян-Уйгурском автономном районе и ветряные электростанции в провинции Фуцзянь.